# Platylestes platystylus
Platylestes platystylus – gatunek ważki z rodziny pałątkowatych (Lestidae).